# Шейлон Каллисон Кардосо
Шейлон Каллисон Кардосо (порт. Shaylon Kallyson Cardozo);  род. 27 апреля 1997, Моделу, Санта-Катарина) — бразильский футболист, полузащитник клуба «Атлетико Гоияниенсе».

## Клубная карьера
Шейлон — воспитанник клубов «Шапекоэнсе» и «Сан-Паулу». 12 февраля 2017 года в поединке Лиги Паулиста против «Понте-Прета» Кардосо дебютировал за основной состав последних. 2 июля в матче против «Фламенго» он дебютировал в бразильской Серии A. 10 июля в поединке против «Сантоса» Кардосо забил свой первый гол за «Сан-Паулу». В начале 2019 года Шейлон на правах аренды перешёл в клуб «Баия». 17 января в матче Копа де Нордесте против КРБ он дебютировал за новую команду. В поединке Лиги Баияно против «Жуазейренсе» Кардосо забил свой первый гол за «Баию».
Летом 2020 года Шейлон на правах аренды перешёл в «Гояс». 8 октября в матче против «Флуминенсе» он дебютировал за новую команду. 2 ноября в поединке против «Васко да Гама» Кардосо забил свой первый гол за «Гояс». По окончании аренды он вернулся в Сан-Паулу.
В начале 2022 года Шейлон на правах свободного агента подписал контракт с «Атлетико Гоияниенсе». 5 февраля в матче против Лиги Гояно против «Вила-Нова» он дебютировал за клуб. 9 февраля в поединке против «Апаресиденсе» Кардосо забил свой первый гол за «Атлетико Гоияниенсе».

## Достижения
Клубные
 «Сан-Паулу»
- Победитель Лиги Паулиста — 2021

 «Баия»
- Победитель Лиги Баияно — 2019

 «Атлетико Гоияниенсе»
- Победитель Лиги Гоияно — 2022